# Bălțești, Prahova
Bălțești este satul de reședință al comunei cu același nume din județul Prahova, Muntenia, România.
Așezarea este atestată documentar în anul 1581.
Localitatea fusese înainte de sfârșitul secolul al XIX-lea reședința unei comune din care mai făcea parte satul Izești, dar care până în 1898 fusese desființată, cele două sate fiind arondate comunei Podenii Noi. Această comună a fost rebotezată Bălțești în 1968, când s-a mutat reședința ei în acest sat.